# Andrea Eneroth
Andrea Eneroth, född 27 juni 1873, död 1935, var en svensk textilpedagog.
Eneroth genomgick praktisk handarbets- och slöjdutbildning på flera orter och verkade under många år som handarbetslärare, bland annat vid Fackskolan för huslig ekonomi i Uppsala, innan hon 1907 grundade ett eget handarbetsseminarium i Stockholm. Eneroth verkade även genom läroböcker och i pressen för handarbetsundervisningens utveckling.
Hon var yngre syster till skolledaren Carola Eneroth och författaren Teresia Eurén.